# Cementos La Unión Ribarroja
Club Balonmano Cementos La Unión Ribarroja er en håndboldklub fra Ribarroja del Turia i nærheden af Valencia, Spanien. Klubbens kvindehold har vundet flere spanske mesterskaber, og i 2000 vandt holdet EHF Cup. Klubbens navn indeholder navnet på hovedsponsoren, Cementos La Unión, og tidligere har klubben bl.a. spillet under navnene Ferrobus Mislata, Amadeo Tortajada og Valencia Urbana.
Nationale titler
- Spansk mester: 2006, 2007.

Bedste internationale resultater
- EHF Champions League: Kvartfinalist 2002. Gruppespil 1998, 2001, 2003, 2007.
- Cup Winners' Cup: Finalist 1999. Semifinalist 2007.
- EHF Cup: Vinder 2000. 1/8-finalist 2006.
- Champions Trophy: Nr. 3 i 2000.